# Nieuw-klassieke macro-economie
De nieuw-klassieke macro-economie (ook wel nieuw-klassieke economie) is een school van denken in de macro-economie, die in haar analyse volledig voortbouwt op een neoklassiek kader. In het bijzonder wordt de nadruk gelegd op het grote belang van strenge grondslagen op basis van de micro-economie, in het bijzonder de rationele verwachtingen en een ogenblikkelijke marktruiming.